# حشيشة المبارك المتوسطة
حشيشة المبارك المتوسطة (الاسم العلمي:Geum intermedium) هي نوع هجين من النباتات تتبع جنس حشيشة المبارك من الفصيلة الوردية.